# Emil Artmann
Emil Wilhelm Artmann (* 26. Juli 1871 in Rodaun bei Wien; † 4. November 1939 in Wien) war ein österreichischer Bauingenieur, Architekt und Hochschullehrer. Er war Rektor der Technischen Hochschule Wien.

## Leben

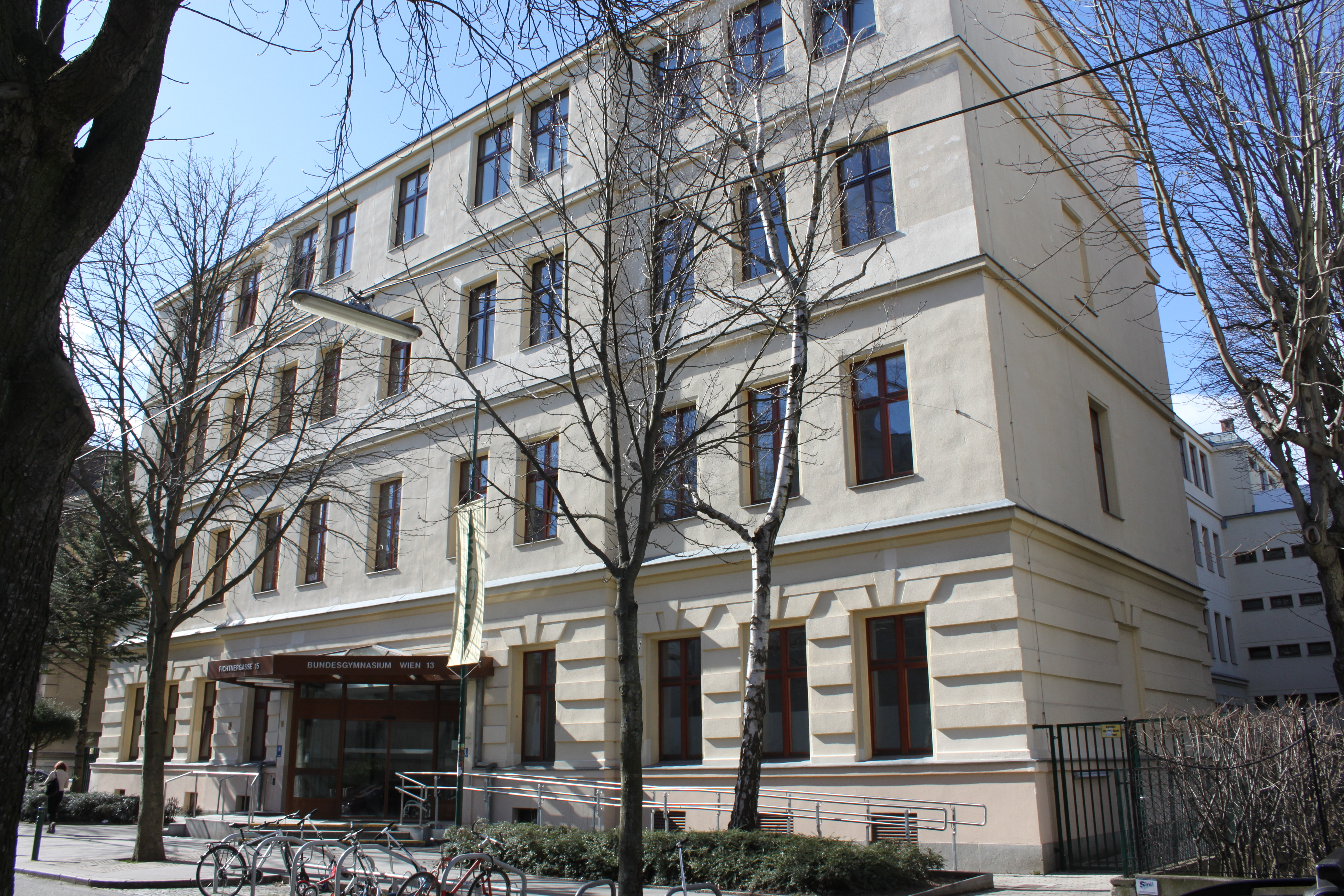
Gymnasium Fichtnergasse in Wien

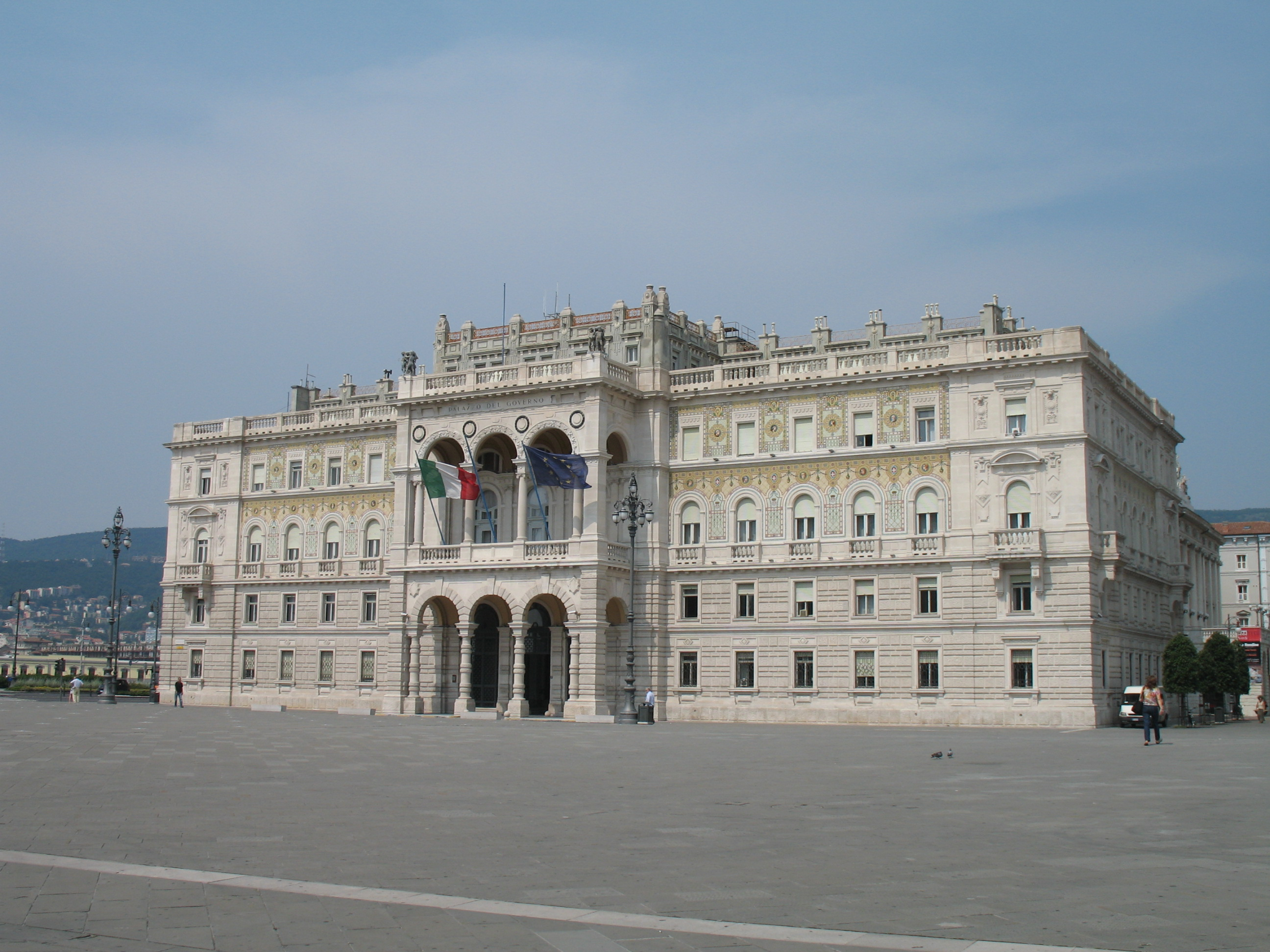
Palazzo del Governo auf der Piazza dell’Unità d’Italia in Triest

Emil Artmann besuchte zunächst die Staatsoberrealschule in Währing, wo er 1890 maturierte. Anschließend studierte er an der Technischen Hochschule Wien unter anderem bei Max von Ferstel, Karl Mayreder und Karl König Architektur und Hochbau. Das Studium schloss er 1897 mit Diplom ab.
Von 1897 bis 1907 war er als Oberingenieur im Hochbau-Departement des k.k. Ministeriums des Inneren tätig. In dieser Funktion war er 1899/1900 für die Errichtung des k.k. Staatsgymnasium in Wien-Hietzing (Fichtnergasse 15) sowie von 1901 bis 1905 für die Errichtung des Palastes der k.k. Statthalterei in Triest verantwortlich.
Ab 1906 war er ordentlicher Professor des Hochbaues, ab 1909 für Architektur und Bauingenieurwesen an der Technischen Hochschule Wien. In diesem Jahr promovierte er auch mit einer Dissertation über Die Fundierung im Hochbaue an der TH Wien zum Dr. techn. In den Studienjahren 1912/13 und 1913/14 war er Dekan der Bauschule, 1917/18 und 1919/20 der Bauingenieurschule. 1918 führte er Fortbildungskurse für in der Praxis stehende Ingenieure ein. Im Studienjahr 1920/21 wurde er zum Rektor der Technischen Hochschule Wien gewählt.
Emil Artmann nahm an einigen Wettbewerben teil, unter anderem 1899 an einem Wettbewerb für den Wiener Zentralfriedhof und 1910 für einen Anbau zum K.k. Österreichischen Museum für Kunst und Industrie. Beim Wettbewerb für den Bau der Kaiser-Franz-Josef-Jubiläumskirche am damaligen Erzherzog-Karl-Platz (heute Mexikoplatz) in Wien-Leopoldstadt im Jahr 1898 wurde sein Entwurf an zweite Stelle gereiht.
Artmann war ab 1897 Mitglied des Österreichischen Ingenieur- und Architekten-Vereins, ab 1907 der Genossenschaft der bildenden Künstler Wiens (Künstlerhaus) und der Wiener Bauhütte und ab 1908 der Zentralvereinigung der Architekten Österreichs. 1921 wurde er zum Hofrat ernannt.
Emil Artmann war mit Rosette Artmann, geb. Hellmesberger verheiratet, starb 1939 im Alter von 68 Jahren und ist im Familiengrab am Wiener Zentralfriedhof bestattet. Sein einziger Sohn Emil Hans starb noch an Tage seiner Geburt, am 2. November 1899. Sein Vater war der Offizier und Militärtechniker Ferdinand Artmann (1830–1883), sein Bruder der Maler Hans Artmann (1868–1902) und sein Neffe der Architekt Paul Artmann (1909–2006).

## Publikationen (Auswahl)
- 1902: Die Fundierung des neuen Statthaltereigebäudes in Triest, Österreichische Wochenschrift für den öffentlichen Baudienst 8/1902, S. 740 f.
- 1909: Die Fundierung im Hochbaue, Dissertation, Technische Hochschule Wien